# Le Pope Ćira et le Pope Spira
Pour plus de détails, voir Fiche technique et Distribution.
Le Pope Ćira et le Pope Spira (serbo-croate : Pop Ćira i pop Spira) est un film yougoslave réalisé par Soja Jovanović et sorti en 1957.

## Synopsis
Dans un village, les familles des deux popes s'entendent bien, jusqu'à ce qu'un jeune professeur provoque entre eux des rivalités : de qui épousera-t-il la fille ?

## Fiche technique
- Réalisateur : Soja Jovanovic
- Scénario : Rodoljub Andric (Rodoljub Andrić), Soja Jovanović, Stevan Sremac (roman)
- Musique : Borivoje Simić
- Montage : Milanka Nanović
- Production : Avala Film
- Date de sortie :
  -  Yougoslavie 23 avril 1957
- Genre : comédie
- Durée : 82 minutes
- Langue : serbo-croate

## Distribution
- Ljubinka Bobic (Ljubinka Bobić) : Popadija Sida
- Nevenka Mikulic (Nevenka Mikulić) : Popadija Persa
- Jovan Gec: Pope Spira
- Milan Ajvaz : Pope Cira
- Renata Ulmanski : Jula
- Vlastimir-Djuza Stojiljkovic (Vlastimir Stojiljkovic) : Sandor-Saca - coiffeur
- Dubravka Peric (Dubravka Perić) : Melanija
- Slobodan Perovic (Slobodan Perović) : Petar Petrovic - professeur

## Récompenses
- Au festival du film de Pula en 1957 :
  - Grande Arène d'or (meilleur film)
  - Arène de bronze de la meilleure actrice pour Renata Ulmanski[1]
  - Arène d'or du meilleur réalisateur pour Soja Jovanovic[1]